# Grand Prix Formule 1 van België 1984
De Grand Prix Formule 1 van België 1984 werd verreden gehouden op 29 april op het circuit van Zolder. Het was de derde race van het seizoen.

## Uitslag
| Pos. | Nr. | Coureur            | Constructeur      | Rondes | Tijd / Oorzaak uitval | Grid | Punten |
| ---- | --- | ------------------ | ----------------- | ------ | --------------------- | ---- | ------ |
| 1    | 27  | Michele Alboreto   | Ferrari           | 70     | 1:36:32.048           | 1    | 9      |
| 2    | 16  | Derek Warwick      | Renault           | 70     | + 42.386              | 4    | 6      |
| 3    | 28  | René Arnoux        | Ferrari           | 70     | + 1:09.803            | 2    | 4      |
| 4    | 6   | Keke Rosberg       | Williams-Honda    | 69     | Geen benzine          | 3    | 3      |
| 5    | 11  | Elio de Angelis    | Lotus-Renault     | 69     | + 1 Ronde             | 5    | 2      |
| 6    | 19  | Ayrton Senna       | Toleman-Hart      | 68     | + 2 Rondes            | 19   | 1      |
| 7    | 15  | Patrick Tambay     | Renault           | 68     | + 2 Rondes            | 12   |        |
| 8    | 17  | Marc Surer         | Arrows-Ford       | 68     | + 2 Rondes            | 24   |        |
| 9    | 1   | Nelson Piquet      | Brabham-BMW       | 66     | Motor                 | 9    |        |
| 10   | 10  | Jonathan Palmer    | RAM-Hart          | 64     | + 2 Rondes            | 26   |        |
| DSQ  | 4   | Stefan Bellof      | Tyrrell-Ford      | 69     | Gediskwalificeerd     | 21   |        |
| DNF  | 21  | Mauro Baldi        | Spirit-Hart       | 53     | Ophanging             | 25   |        |
| DSQ  | 3   | Martin Brundle     | Tyrrell-Ford      | 51     | Gediskwalificeerd     | 22   |        |
| DNF  | 26  | Andrea de Cesaris  | Ligier-Renault    | 42     | Ongeluk               | 13   |        |
| DNF  | 2   | Teo Fabi           | Brabham-BMW       | 42     | Spin                  | 18   |        |
| DNF  | 14  | Manfred Winkelhock | ATS-BMW           | 39     | Uitlaat               | 6    |        |
| DNF  | 8   | Niki Lauda         | McLaren-TAG       | 35     | Waterpomp             | 14   |        |
| DNF  | 23  | Eddie Cheever      | Alfa Romeo        | 28     | Motor                 | 11   |        |
| DNF  | 5   | Jacques Laffite    | Williams-Honda    | 15     | Elektrisch probleem   | 15   |        |
| DNF  | 25  | Francois Hesnault  | Ligier-Renault    | 15     | Radiator              | 23   |        |
| DNF  | 18  | Thierry Boutsen    | Arrows-BMW        | 15     | Motor                 | 17   |        |
| DNF  | 24  | Piercarlo Ghinzani | Osella-Alfa Romeo | 14     | Transmissie           | 20   |        |
| DNF  | 12  | Nigel Mansell      | Lotus-Renault     | 14     | Koppeling             | 10   |        |
| DNF  | 7   | Alain Prost        | McLaren-TAG       | 5      | Distributie           | 8    |        |
| DNF  | 22  | Riccardo Patrese   | Alfa Romeo        | 2      | Ontsteking            | 7    |        |
| DNF  | 20  | Johnny Cecotto     | Toleman-Hart      | 1      | Koppeling             | 16   |        |
| DNQ  | 9   | Philippe Alliot    | RAM-Hart          |        |                       |      |        |

## Statistieken
| Pole-position | Michele Alboreto | Ferrari | 1:14.846 |
| Snelste ronde | René Arnoux      | Ferrari | 1:19.294 |

## Noot
- Dit was de eerste pole position voor Michele Alboreto.

1925 · 1930 · 1931 · 1933 · 1934 · 1935 · 1937 · 1939 · 1947 · 1949 · 1950 · 1951 · 1952 · 1953 · 1954 · 1955 · 1956 · 1958 · 1960 · 1961 · 1962 · 1963 · 1964 · 1965 · 1966 · 1967 · 1968 · 1970 · 1972 · 1973 · 1974 · 1975 · 1976 · 1977 · 1978 · 1979 · 1980 · 1981 · 1982 · 1983 · 1984 · 1985 · 1986 · 1987 · 1988 · 1989 · 1990 · 1991 · 1992 · 1993 · 1994 · 1995 · 1996 · 1997 · 1998 · 1999 · 2000 · 2001 · 2002 · 2004 · 2005 · 2007 · 2008 · 2009 · 2010 · 2011 · 2012 · 2013 · 2014 · 2015 · 2016 · 2017 · 2018 · 2019 · 2020 · 2021 · 2022 · 2023 · 2024 · 2025 · 2026 · 2027 · 2029 · 2031